# Jan Zagers
Jan Zagers (* 20. März 1931 in Meer; † 19. Januar 2022 Gooreind) war ein belgischer Radrennfahrer und nationaler Meister im Radsport.

## Sportliche Laufbahn
Zagers war im Straßenradsport aktiv. Als Amateur gewann er das Rennen Acht van Chaam, eine Etappe der Belgien-Rundfahrt für Amateure und die belgische Militärmeisterschaft im Straßenrennen 1951. In der Amateurmeisterschaft 1951 kam er auf den dritten Platz.
Von 1952 bis 1963 war er Unabhängiger und Berufsfahrer. Er gewann die Eintagesrennen Nokere Koerse, Brasschaat–Maria-ter-Heide und Flèche Hesbignonne sowie zwei Etappen in der Asturien-Rundfahrt 1954, Putte–Mechelen und eine Etappe bei Dwars door België 1955, Kessel–Lier 1958, den Circuit de la Region Liniere 1959. Dazu kam eine Reihe von Siegen in Kriterien in Belgien und Frankreich. Zweiter wurde er im Klassiker Lüttich–Bastogne–Lüttich 1958 hinter Fred De Bruyne. Er bestritt zwanzigmal Rennen der Monumente des Radsports. Im Omloop van het Houtland 1959 wurde er ebenfalls Zweiter. Dritter wurde er 1958 in der Belgien-Rundfahrt.

## Berufliches
Nach seiner sportlichen Karriere betrieb er in Fahrradgeschäft in Brasschaat.